# 고닌 천황
고닌 천황(일본어: 光仁天皇, 709년 11월 18일 ~ 782년 1월 11일)은 제49대 일본 천황(재위: 770년 ~ 781년)이다.

## 역사

### 가계
황위에 오르기 전의 이름은 시라카베 친왕이었다.
그는 시키 친왕의 아들이자, 덴지 천황의 손자였다. 원래는 덴무 천황과 그 자손들이 천황이 되었기 때문에 황위 계승자가 아니었다. 쇼무 천황의 딸 이카미 친황과 결혼해 황자녀를 가졌다.
고닌 천황에게는 5남 7녀의 황자녀가 있었다.

### 고닌 천황대의 사건
처형인 쇼토쿠 천황이 사망한 후에 시라카베 친왕은 천황의 상속인이 되었다. 고위 귀족들은 쇼토쿠 천황에게 다음 천황으로 시라카베 친왕을 추천하였고, 그녀가 이를 승인함으로써 천황의 자리에 등극하게 된다.
- 770년 8월 4일 - 쇼토쿠 천황이 사망하면서 덴지 천황의 손자인 시라카베가 62세의 나이로 천황이 되었다.
- 770년 10월 1일 - 공식적으로 천황 즉위식을 치렀다. 연호를 진고케이운에서 호키로 바꿨다.

고닌 천황은 고켄 천황 하에 붕괴되었던 국가의 재정과 행정 조직을 재건하려 하였다.
몇 달 후에 이카미 친왕은 이카미 친왕을 황후로 삼고 아들인 오사베 친왕을 황태자로 삼았다. 그러나 이후 황후는 천황을 저주했다는 죄목으로 황태자와 함께 폐위되었고 유폐되어 몇 달 뒤에 사망하였다. 이 배경에는 야마베 친왕과 그를 옹립하고자 하는 후지와라노 모모카와 등의 음모가 있었다고 생각된다.
772년 3월 발해 문왕이 일본에 사신 만복을 보냈다. 발해 문왕은 일본 천황에게 보내는 친서에 스스로를 '천손(天孫)'이라 칭하고 발해와 일본을 외질로 칭했다. 서신을 읽은 고닌 천황은 격노하며 고구려대에도 형제를 칭했지 외숙과 생질이라는 표현은 예를 잃은 것이라고 발해 사신 예우를 철회하려다가 발해사신 만복이 서식표현을 고쳐주겠다고 하여 무마했다.
황후가 사망한 후에 다카노노 니가사에 의해 고닌 천황의 아들 야마베 친왕이 상속인으로 지명되었다. 속일본기에 따르면 야마베의 어머니 다카노노 니가사는 백제 무령왕의 후손이라고 한다. 야마베는 고닌 천황이 황위에 오르기 전에 태어났다.
- 781년 4월 - 황위에서 물러나 아들(후의 간무 천황)에게 양위하였다.
- 781년 12월 - 73세의 나이로 서거하였다.

## 가족 관계
- 조부 : 일본 제38대 덴지 천황(天智天皇, 626~672)
- 조모 : 부인 코시노미치노키미노이라츠메(越道君伊羅都賣娘)
  - 생부 : 시키친왕(志貴親王, 668~716)
  - 생모 : 황태후 키노토치히메 (紀橡姬)
    - 황후(폐후·정비) : 이노우에내친왕(井上內親王, 717~775) - 쇼무 천황(聖武天皇, 701~756)의 딸
      - 차녀 : 사카히토내친왕(酒人內親王, 754~829)
      - 5남 : 오사베친왕(他戶親王, 761?~775)

    - 황태부인(계비) : 타카노노 니이가사(高野新笠, ?~790) - 무령왕(武寧王, 462~523)의 직계자손 야마토 토모히사(和乙継)의 딸
      - 장녀 : 노토 내친왕(能登內親王, 733~781)
      - 장남 : 일본 제50대 간무 천황 야마노베친왕(桓武天皇 山部親王, 737~806)
      - 차남 : 스도 천황 사와라 친왕(崇道天皇 早良親王, 750?~785)

    - 부인 : 후지와라노 산시(藤原産子, 761~829) - 후지와라 모모카와(藤原百川, 732~779) 또는 후지와라 카에데마로(藤原楓麻呂)의 딸
    - 부인 : 후지와라노 소시(藤原曹司, 758~793) - 후지와라 나카테(藤原永手, 714~771)의 딸
    - 부인 : 키노 미야코(紀宮子)
    - 궁인 : 오와리내친왕(尾張內親王, ?~804) - 유하라왕(湯原王)의 딸
      - 3남 : 히에다친왕(稗田親王, 751~781)

    - 궁인 : 시마즈히메(県主島姬)
      - 3녀 : 미누마내친왕(彌努摩內親王, ?~810)

    - 노쥬(女嬬) : 아카타노 이누카이노 이사미미(県犬養勇耳)
      - 4남 : 히로네노 모로카츠(廣根諸勝)

    - 생모미상
      - 아들 : 카이죠황자(開成皇子, 724~781) - 승려

| 전임 쇼토쿠 | 제49대 천황 770년~781년 | 후임 간무 |

## 같이 보기
- 일본 천황
- 천황탄생일

1. ↑  『續日本記』卷32, 寶龜 3年 2月 己卯